# ФК Моркам
ФК Моркам (енгл. Morecambe Football Club) фудбалски je клуб из истоименог града који се налази у области Ланкашир, у северозападној Енлеској. Тренутно се такмичи у Првој фудбалској лиги Енглеске (енгл. League One), трећем рангу енглеског фудбала. У Прву лигу су се пласирали након што су кроз плеј-оф у Другој фудбалској лиги Енглеске (енгл. League Two) изборили виши ранг. То је био историјски успех и највиши ранг такмичења овог клуба. 
Грб је препознатљив по црвеном шкампу, а представља специјалитет и особеност овог малог града. Домаћи дресови су традиционалне црвене боје, а утакмице на домаћем терену, од 2010. године, играју на Мазума стадиону. Највећи успех остварили су у сезони 1973/74, када су освојили Ф.А. Трофи (енгл. F.A. Trophy).  

## Занимљивости[1]
- Иако је заштитни знак овог клуба шкамп, главна маскота је мачка по имену Кристи, као омаж и симбол старог стадиона, Кристи парка, на коме су домаћи играли своје мечеве до 2010. године
- Највећи ривал Ф.К. Моркам је Акрингтон Стенли (Accrington Stanley F.C.)
- Тренутна вредност екипе, према Трансфермаркту у сезони 2021/22 износи 3,58 милиона евра[2]